# 瑞典帝國
瑞典帝國（瑞典語：svenska stormaktstiden）是1611年至1721年期間存在的歐洲帝国，这一时期瑞典曾晉身歐洲列強之一，控制了波羅的海大部分地區。瑞典帝國的開端由古斯塔夫·阿道夫的於1611年登上王位統治開始，1721年大北方戰爭俄羅斯沙皇國擊敗瑞典，失去大量領土，標誌着瑞典帝國的終結。
瑞典在三十年戰爭中的勝利標誌着帝国的崛起，其後在第二次北方戰爭期間達到了其國力的頂峰，擊敗當時的主要對手丹麥-挪威聯合王國，簽署了羅斯基勒條約把斯堪地那維亞半島南部的省份和挪威的一部分割讓於瑞典。然而，瑞典的國力自始起就開始衰落，在其後的斯堪尼戰爭中受到盟友法國的支持下才能維持其帝國。卡爾十一世（1660年2月13日-1697年4月5日）在位時改革了帝國、擴充國庫稅收及擊敗丹麥，成功鞏固了帝國，使瑞典帝國在十七世紀後半葉得以維持北歐霸權地位。可是，在他兒子卡爾十二世掌握權力後，帝國衰落加劇，蒐外的衝突也增多。1700年為時二十年的大北方戰爭爆發，瑞典在戰爭初期多次獲勝，但不久便因勝利而沖昏了頭腦，親率大軍進攻俄國，形成拉鋸戰。1709年瑞典軍隊因遭遇極寒天氣在波爾塔瓦戰役大敗而歸，最終只能求和，割讓大量領土給俄國，終結瑞典帝國。

## 瑞典的崛起
瑞典在十七世紀期間曾崛起為一個歐洲強國。原先瑞典只是北歐一個貧困、人口稀疏的國家，沒有任何國際影響力或重要性。它的國力得以迅速在歐洲提升至領導地位，很大程度上是歸功於國王古斯塔夫二世及首相亞塞爾·奧辛斯達拿的努力。由於成功介入三十年戰爭，以及在俄羅斯及波蘭-立陶宛奪取不少領土，瑞典儼然成為歐洲新教國家的領導者。
三十年戰爭期間，瑞典曾一度征服了神聖羅馬帝國約一半的領土。國王古斯塔夫二世曾希望成為神聖羅馬帝國皇帝，這個夢想隨著國王古斯塔夫二世在呂岑會戰的陣亡而破滅。戰爭長年拉鋸，直到法國正式與瑞典同盟，戰況才轉而對瑞典有利。三十年戰爭對於德意志地區造成嚴重的破壞，由於德意志是主要戰場，三分之一的人口在戰亂中喪生，經濟也遭到極大破壞，戰後法國、瑞典及新教諸侯又各割地盤，瑞士、荷蘭及北義大利諸國皆正式獨立，神聖羅馬帝國從此名存實亡。

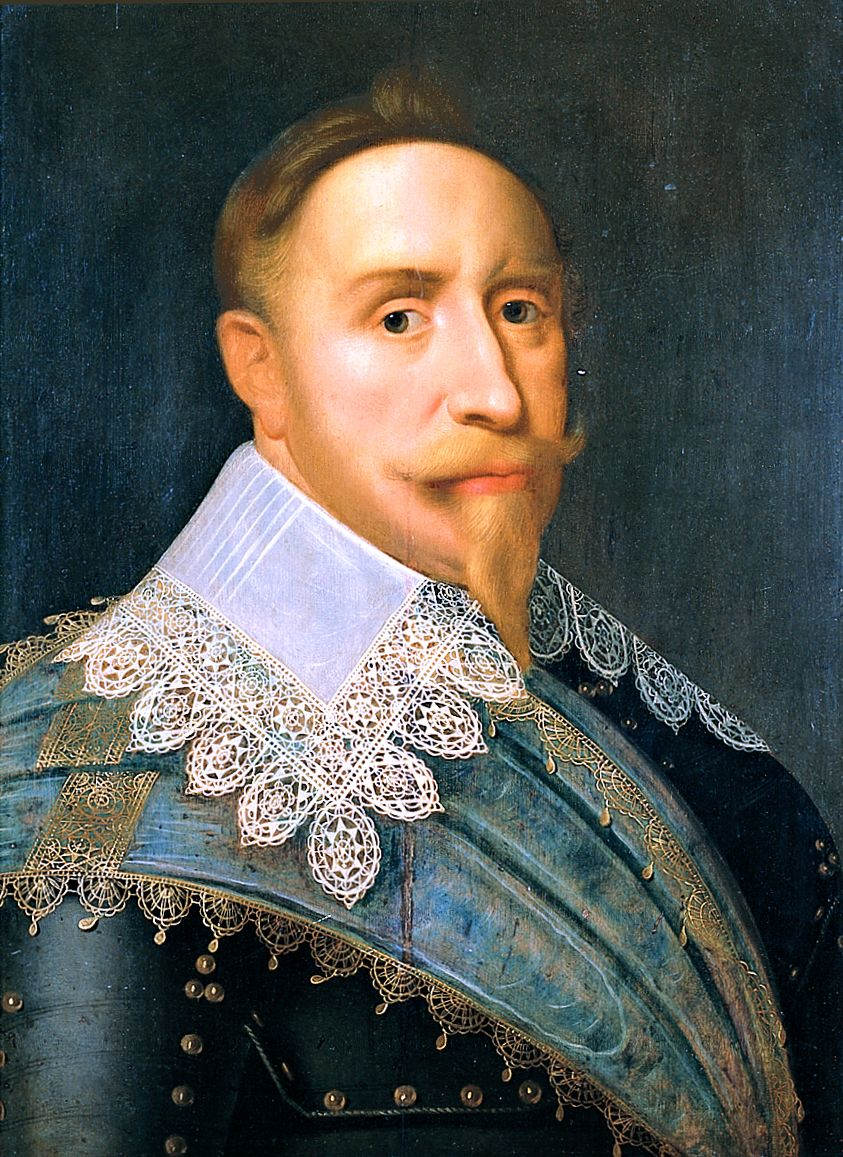
古斯塔夫二世
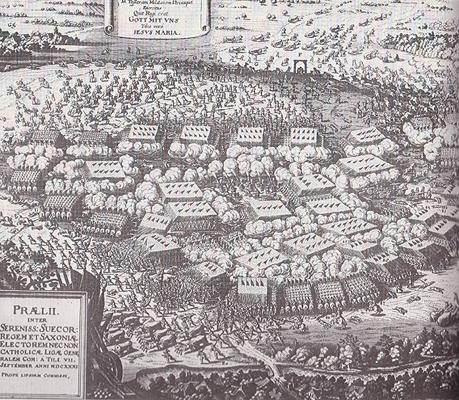
布賴滕費爾德戰役
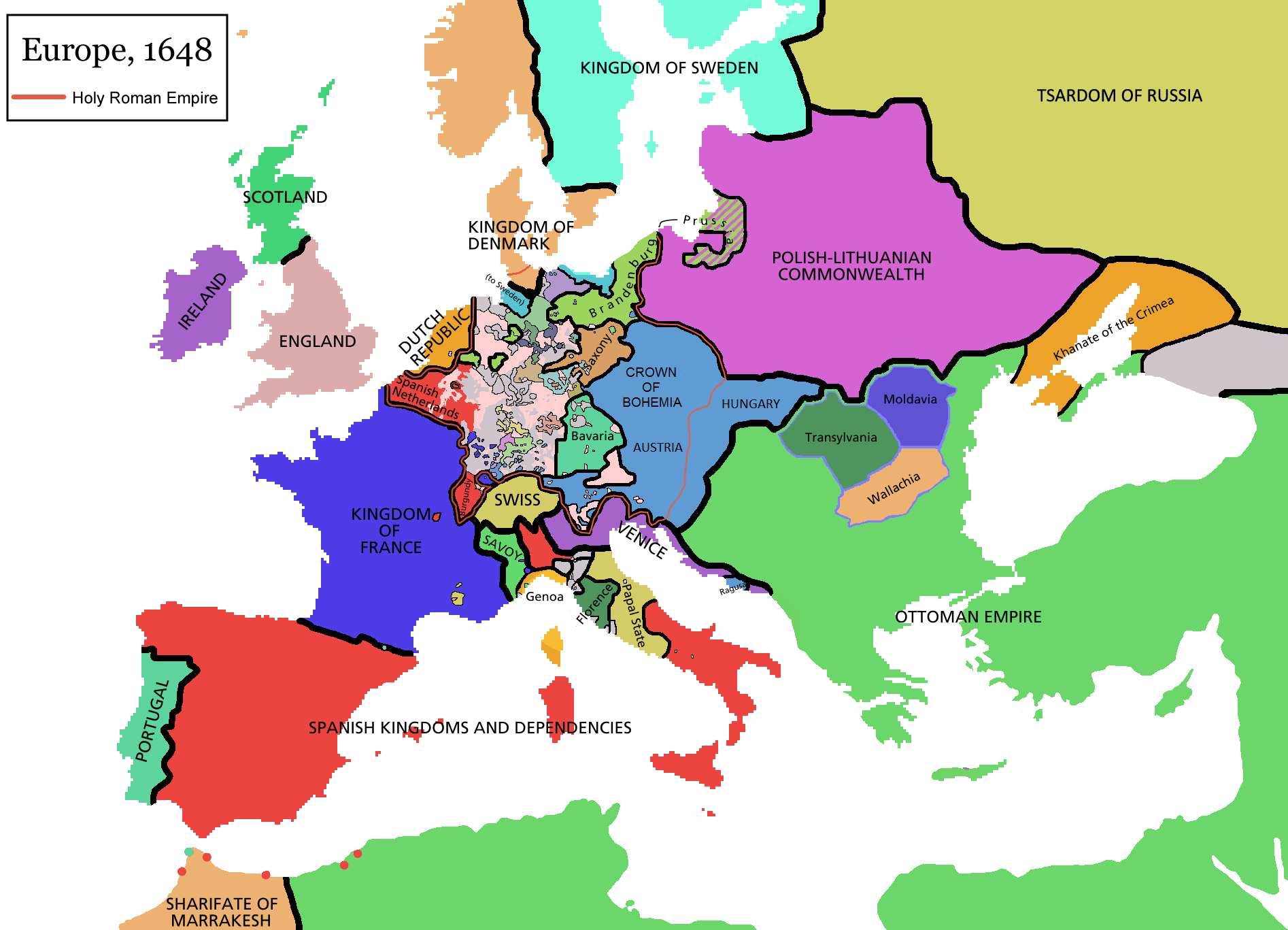
1648年的歐洲

### 威斯特伐利亞和約
隨着三十年戰爭終結, 1648年的《威斯特伐利亞和約》使瑞典得以要求領土及戰爭賠款。
在首相亞塞爾·奧辛斯達拿的努力下，瑞典獲得了：
- 瑞典波美拉尼亚
  - 西波美拉尼亞地區
- 维斯马城
- 不来梅-费尔登主教區
- 五百萬杜卡登的戰爭賠款

瑞典得到了帝國議會（以及上薩克森、下薩克森、威斯特法伦等Reichskreis議會）的席次與投票權，隨時可以插手德意志的內部事務。《威斯特伐利亞和約》簽訂後，瑞典成為歐洲領土面積第三大的國家，僅次於俄羅斯及西班牙。

## 國內鞏固
克里斯蒂娜女王的奢侈鋪張將國家財政帶到破產的邊緣，並在各地造成動亂，直到她放棄王位。
卡爾十世·古斯塔夫盡了他的努力來恢復金融秩序，但是他的好戰透支了國家財政，並為瑞典招來許多敵人，包含布蘭登堡－普魯士、丹麥、波蘭及俄羅斯。

## 奥利瓦条约
1660年5月3日簽訂的《奥利瓦条约》結束了瑞典與波蘭的長年戰爭，波蘭正式割讓利沃尼亚和里加予瑞典，並放棄對瑞典王位的要求。連年戰爭使得波蘭損失了三分之一的人口（在波蘭歷史上稱為大洪水時代），以及歐洲強國的地位。法國的調解亦結束了瑞典與勃蘭登堡的爭端。
同年簽訂的《哥本哈根条约》標誌著帝國的頂峰：波羅的海除了丹麥部份完全成為瑞典內海，北德意志的大河（奧得、易北及威悉）出海口均在瑞典的控制之下，保障宗教自由更使得瑞典成為歐洲大陸新教國家的領導者。雖然瑞典貧瘠的國土與稀疏的人口使得她並不是那麼符合帝國的稱號，但訓練精良的軍隊，加上與法國穩固的同盟，瑞典身為歐洲強國的地位是無庸置疑的。

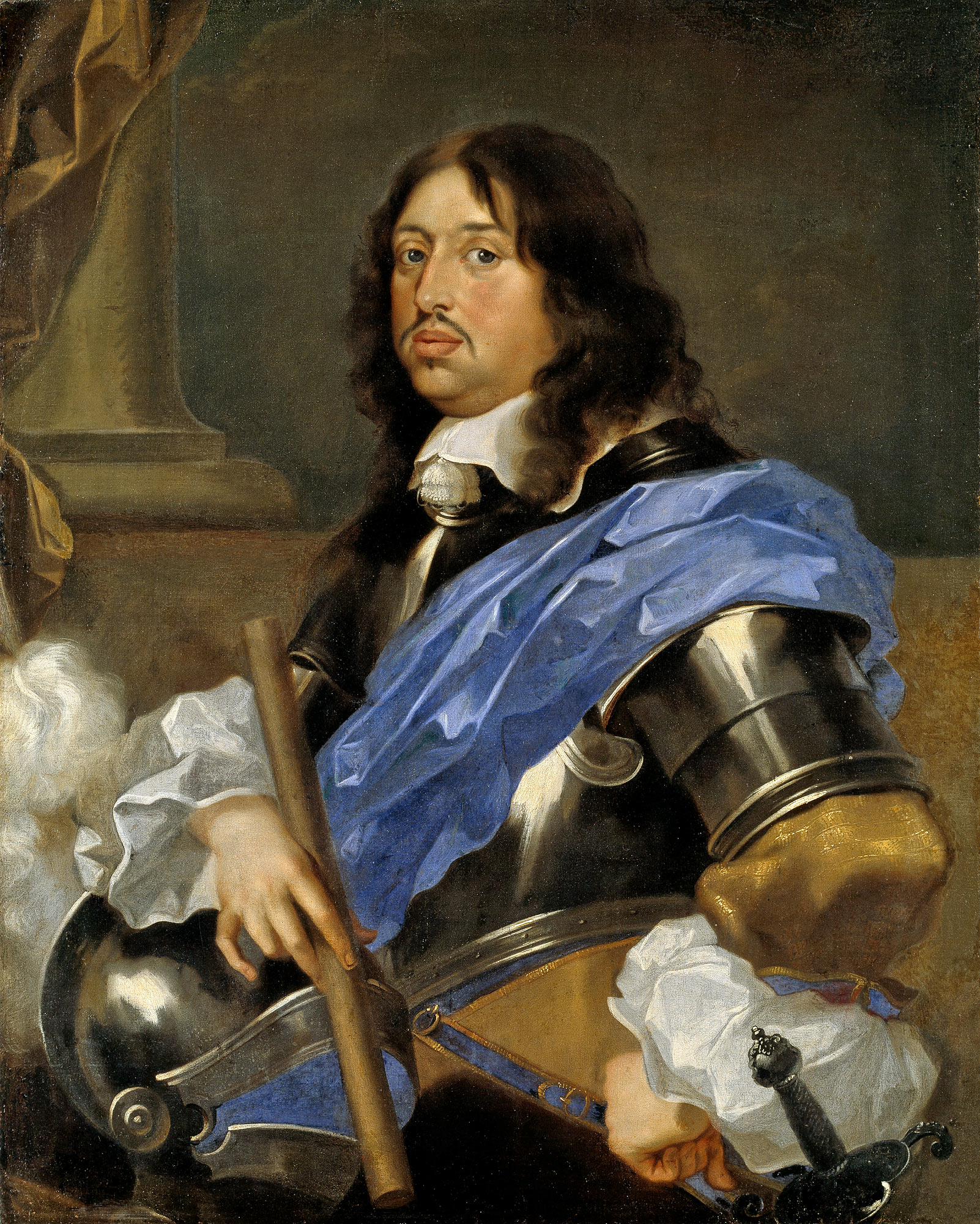
卡爾十世·古斯塔夫
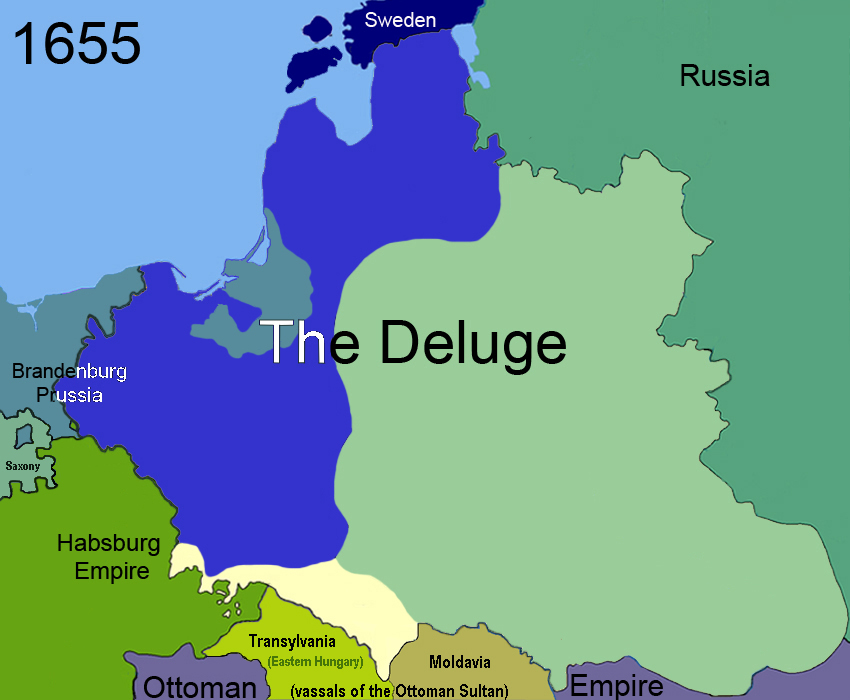
大洪水时代的波蘭立陶宛聯邦。瑞占區 (藍)、俄占區 (淡綠)
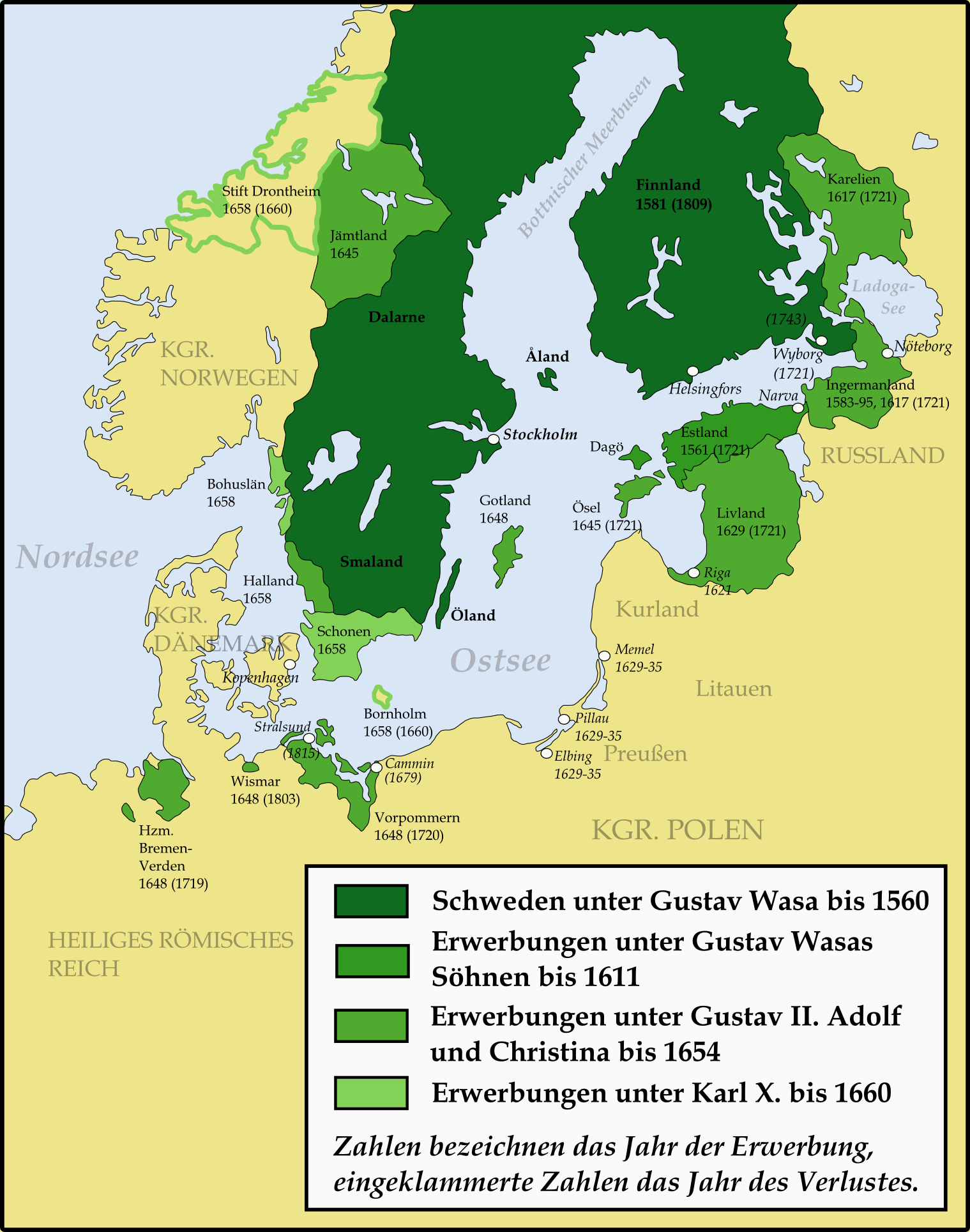
瑞典的擴張 1560–1660

## 斯科訥戰爭
1675年，瑞典應法王路易十四的要求出兵勃蘭登堡。同時由於荷蘭在法荷战争遭到法國攻擊，荷蘭的盟友丹麥-挪威也在1676年入侵斯科訥。
雖然這場戰爭沒有明確的勝利，但瑞典帝國的地位開始動搖：丹麥在斯科訥被瑞典擊敗，但其艦隊消滅了瑞典海軍，勃蘭登堡則在北德意志擊敗瑞典，波美拉尼亞及不来梅則遭到勃蘭登堡、奧地利及丹麥聯軍占領。
由於卡爾十一世在本土的軍事勝利與路易十四的外交調解，1677年開始和約的談判。1679年的《奈梅亨條約》恢復了瑞典在北德意志的失土；瑞典付出慘重的代價，但路易十四卻完全主導了和約的進行，這使得卡爾十一世個人對法王表達了反感，並發展出反法情緒。

## 卡爾十一世
卡爾十一世的剩餘統治時期標誌著改革，以及瑞典政府轉變為半絕對君主制。在戰爭中成長的他相信：如果瑞典要維持強國的地位，就必須徹底的改革經濟，並限制貴族的權力。
卡爾十一世在位的剩餘20年也是瑞典帝國最長的和平時期。

## 大北方戰爭
1700年，丹麥、波蘭及俄羅斯聯合向瑞典宣戰。丹麥很快就被擊潰退出戰爭，俄羅斯也在納爾瓦之役被擊敗，於是卡爾十二世將目標轉向波蘭，並迫使波蘭國王奧古斯特二世退位。在對波戰爭時間，俄羅斯攻佔了波羅沿海的幾處要地；卡爾十二世因先前的勝利沖昏了頭，他沒有先將這些失地收復，反而直接揮軍莫斯科。嚴酷的嚴寒與俄軍的焦土政策，迫使瑞典軍撤到烏克蘭。
1709年，瑞典軍在波爾塔瓦會戰被殲滅；雖然卡爾十二世得以逃到奥斯曼帝国，但自此瑞典已喪失跟俄羅斯爭霸的能力。接下來幾年，隨著瑞典節節敗退，波蘭與丹麥重新對瑞典開戰，瑞典失去了三十年戰爭以來獲得的所有領土，連原先的本土芬蘭也被俄羅斯攻佔。即便如此，卡爾十二世還是兩度入侵挪威，並迫使丹麥-挪威再次退出戰爭；但1718年11月18日，卡爾十二世在挪威陣亡，這使得大部份戰爭告一段落。
1721年，《尼斯塔德條約》簽訂，大北方戰爭的結束象徵瑞典帝國解体，以及俄羅斯成為波羅的海的新霸主。

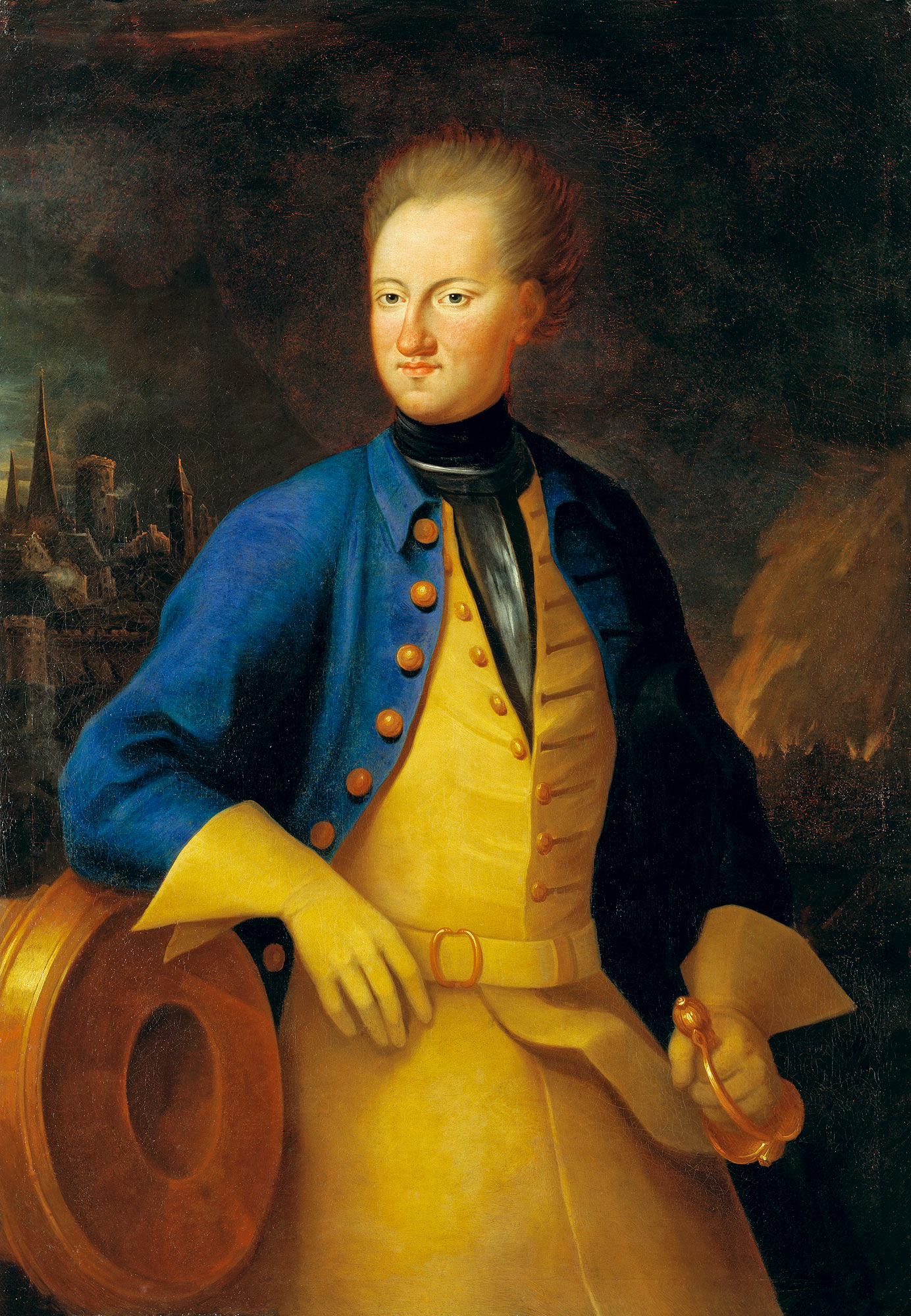
卡爾十二世
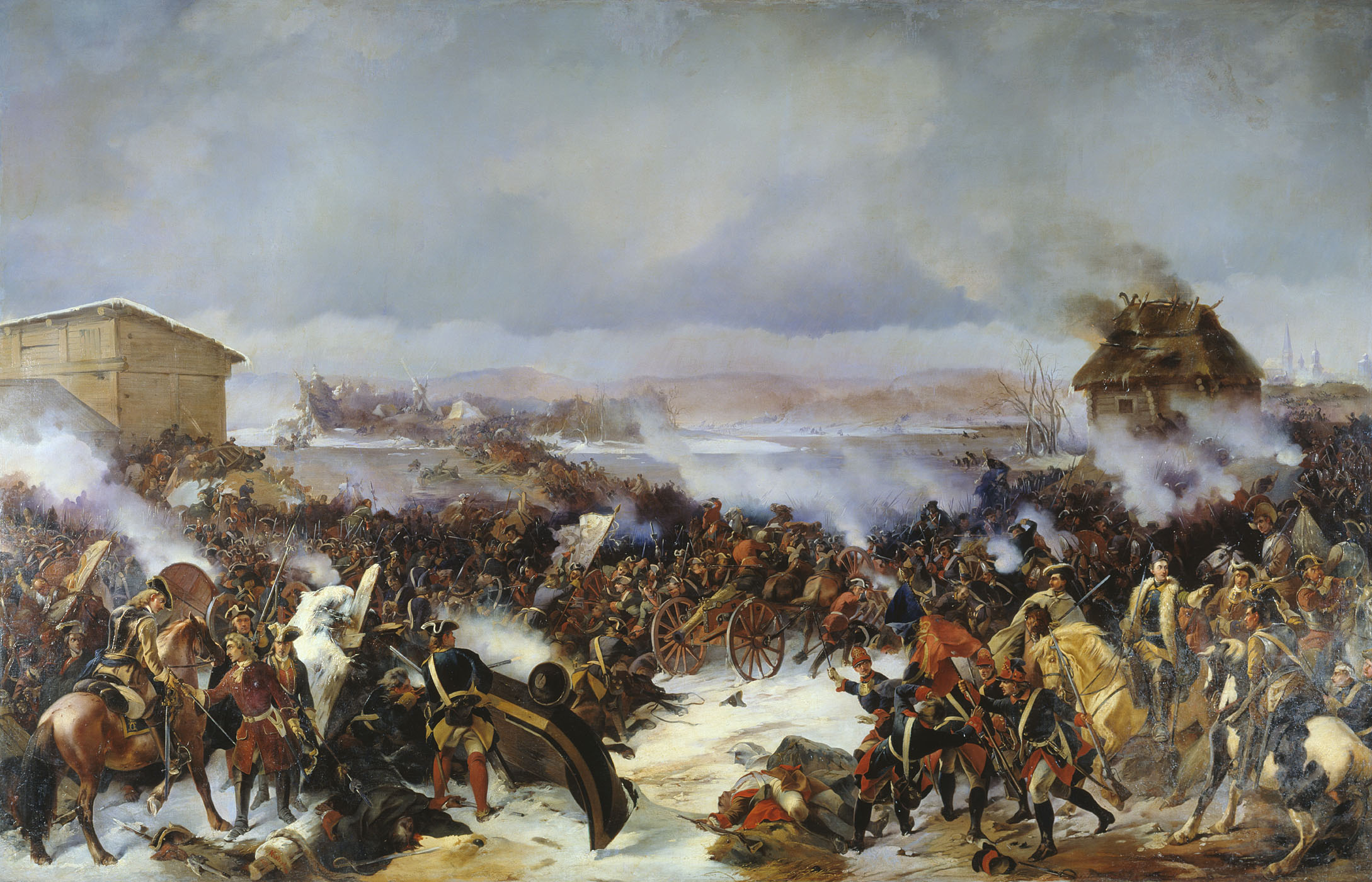
納爾瓦之役 (1700年)
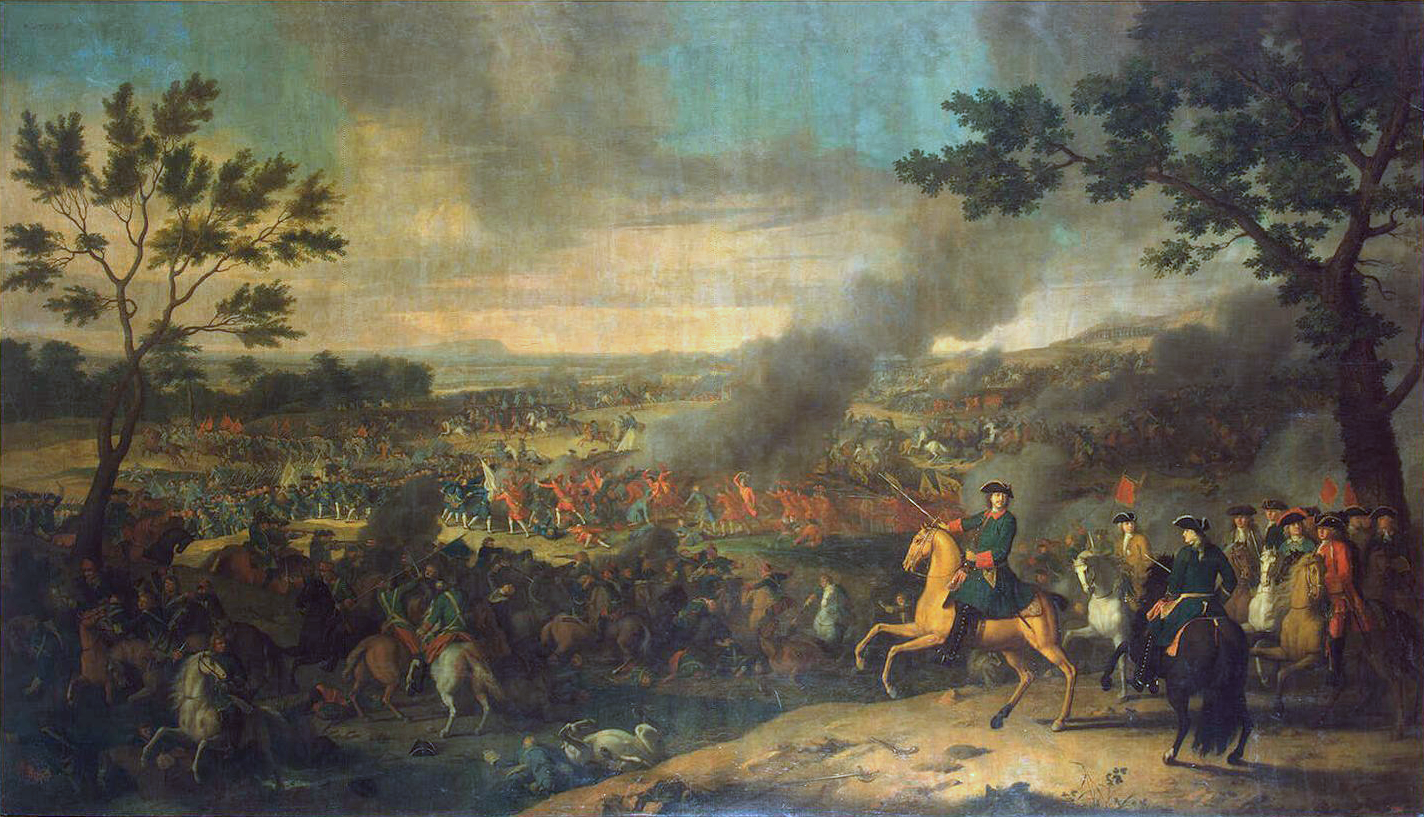
波爾塔瓦會戰 (1709年)
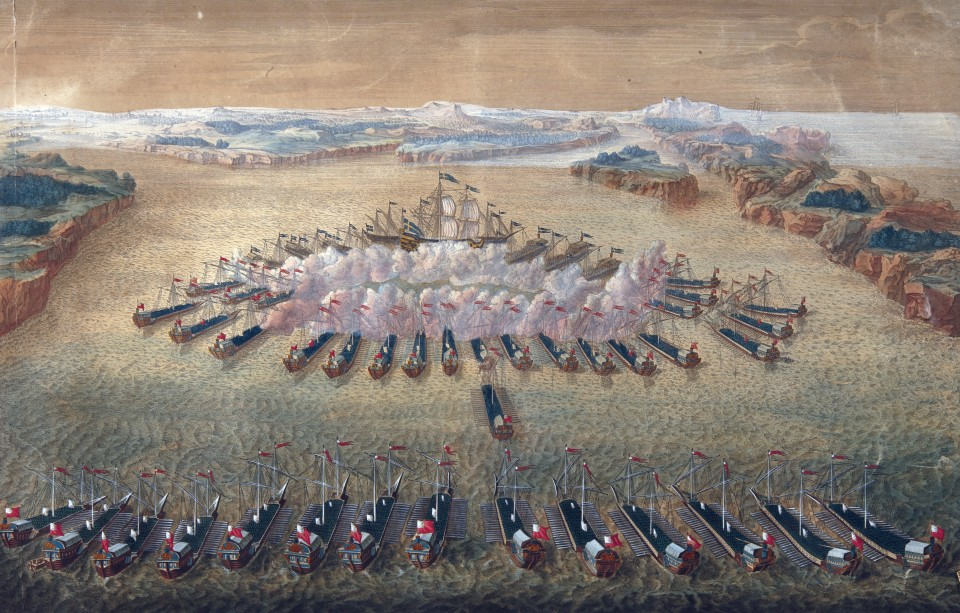
甘古特会战 (1714年)

## 海外殖民地

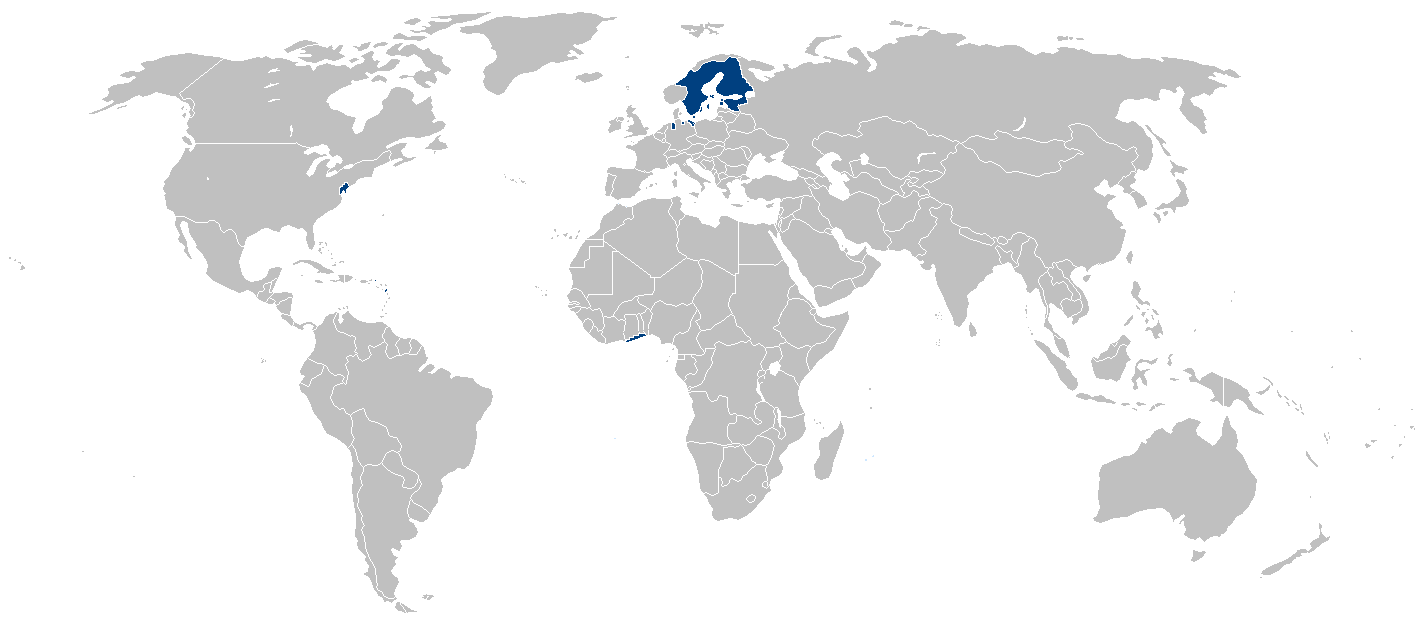
1658年的瑞典帝國

瑞典亦曾實行殖民主義。他們自1638年至1663年及在1784年至1878年間，在非洲及美洲開拓多處海外殖民地。
- 1638-1663年
  - 新瑞典（1638-1655年，後來割予荷蘭）：今屬美國特拉华河下游
  - 瑞屬黃金海岸（1650-1663年，後來割予荷蘭及丹麥）：今屬加纳
- 1784-1878年
  - 瓜德罗普（1813-1814年，後來歸還法國）：今屬安的列斯群島的法國海外屬地
  - 聖巴泰勒米島（1785-1878年，後來售給法國）：今屬安的列斯群島的法國海外屬地

## 外部連結
- 瑞典帝國的增長地圖 （页面存档备份，存于）